# Emílio Almansi
Emílio Almansi (Florença, 15 de abril de 1869 — Florença, 10 de agosto de 1948) foi um físico e matemático italiano.
Graduado em engenharia em Turim, em 1893, e em matemática, em 1899.
Foi assistente de Vito Volterra. Foi professor da Universidade de Pavia, de 1903 a 1910, e de 1912 a 1922 foi professor de mecânica racional da Universidade La Sapienza.